# Alain Gossuin
Alain Gossuin, né le 18 février 1962, est un mannequin et styliste belge vivant à Paris.

## Carrière de mannequin
Repéré comme mannequin, il s'inscrit à l'agence Elite sous les conseils d'Herb Ritts.
Il pose pour des campagnes des marques comme Nana, Cointreau, MG Rover ou Levi's. Il acquiert une certaine médiatisation en dehors de son métier dans les années 1990, et fait l'objet d'un sujet dans l'émission Reportages en 1993 sur TF1.

## Carrière de styliste
Il suit des études de stylisme à l'École de la chambre syndicale de la couture parisienne ainsi qu'à l'institut Bischoffsheim avant de devenir mannequin.
En 2004, il lance une marque de chemises pour hommes avec François-Régis Laporte,.